# Tour de France 2005/9. Etappe
Die 9. Etappe der Tour de France 2005 führte von Gérardmer über zahlreiche Hügel der Vogesen nach Mülhausen und war 171 Kilometer lang. Unter anderem mussten die Fahrer den Grand Ballon und den Ballon d’Alsace überwinden. Die letzten rund fünfzig Kilometer vor dem Ziel waren jedoch flach. Genau 100 Jahre zuvor war der Ballon d’Alsace der erste Berg in der Geschichte der Tour de France gewesen.
„Mann des Tages“ war der Däne Michael Rasmussen aus dem Rabobank-Team, der schon am Vortag vier der fünf Bergwertungen für sich entschieden hatte. Bereits auf den ersten Kilometern nach dem Start ging er in die Offensive. Zwar konnte Dario Cioni zwischenzeitlich zu ihm aufschließen, doch der Italiener wurde beim Aufstieg zum Col de Bussang wieder abgehängt.
Hinter Rasmussen hatte sich zunächst eine Sechsergruppe gebildet. Im Aufstieg zum Ballon d’Alsace machten sich dann Jens Voigt und Christophe Moreau auf die Verfolgung von Rasmussen. Auf der Passhöhe betrug der Rückstand des Duos 4:20 Minuten, während das Hauptfeld mit allen Favoriten auf den Gesamtsieg bereits 9:30 Minuten zurücklag.
Zwanzig Kilometer vor dem Ziel musste Voigt wegen eines Defekts kurz anhalten, konnte aber wieder zu Moreau aufschließen, welcher auf ihn gewartet hatte. Rasmussen verlor zwar etwas Zeit, erreichte aber das Ziel mit über drei Minuten Vorsprung auf Voigt und Moreau, das Feld folgte weitere drei Minuten später. Somit konnte Voigt das Gelbe Trikot von Lance Armstrong übernehmen, während Rasmussen seinen Vorsprung im Bergklassement weiter ausbaute.

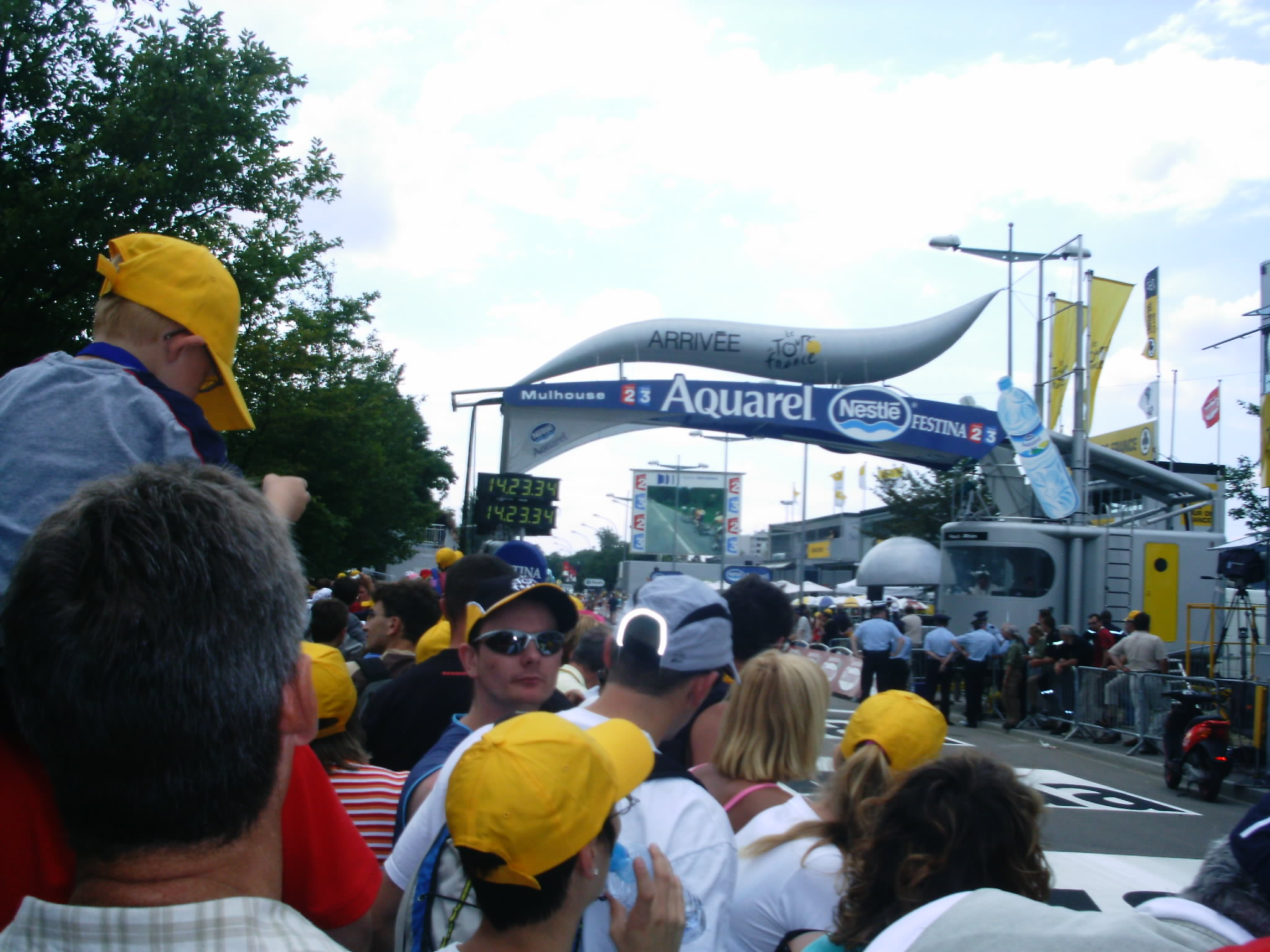
Ankunft in Mülhausen

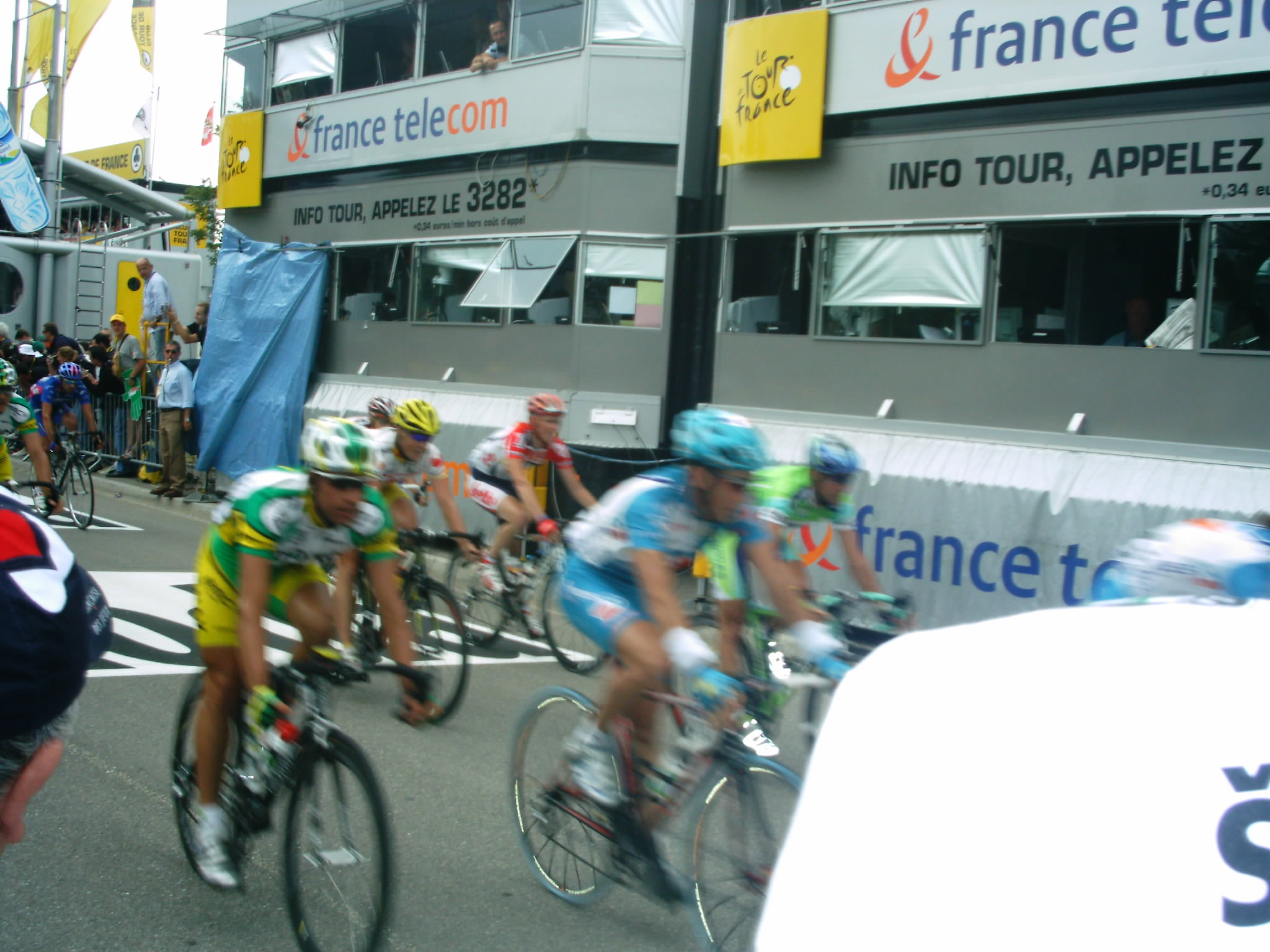
Radfahrer am Ziel

## Zwischensprints
1. Zwischensprint in Husseren-Wesserling (87,5 km)
| Erster  | Dario Cioni, 6 P. und 6 s       |
| Zweiter | Michael Rasmussen, 4 P. und 4 s |
| Dritter | Jens Voigt, 2 P. und 2 s        |

2. Zwischensprint in Oberbruck (131 km)
| Erster  | Michael Rasmussen, 6 P. und 6 s |
| Zweiter | Jens Voigt, 4 P. und 4 s        |
| Dritter | Christophe Moreau, 2 P. und 2 s |

3. Zwischensprint in Sentheim (143 km)
| Erster  | Michael Rasmussen, 6 P. und 6 s |
| Zweiter | Jens Voigt, 4 P. und 4 s        |
| Dritter | Christophe Moreau, 2 P. und 2 s |

## Bergwertungen
Col de Grosse Pierre Kategorie 3 (6,5 km)
| Erster  | Michael Rasmussen, 4 P. |
| Zweiter | Santiago Botero, 3 P.   |
| Dritter | Michael Boogerd, 2 P.   |
| Vierter | Stefano Garzelli, 1 P.  |

Col des Feignes Kategorie 3 (22 km)
| Erster  | Michael Rasmussen, 4 P. |
| Zweiter | Dario Cioni, 3 P.       |
| Dritter | Christophe Moreau, 2 P. |
| Vierter | Xabier Zandio, 1 P.     |

Col de Bramont Kategorie 3 (32,5 km)
| Erster  | Michael Rasmussen, 4 P. |
| Zweiter | Dario Cioni, 3 P.       |
| Dritter | Christophe Moreau, 2 P. |
| Vierter | Jens Voigt, 1 P.        |

Grand Ballon Kategorie 2 (64 km)
| Erster   | Michael Rasmussen, 10 P. |
| Zweiter  | Dario Cioni, 9 P.        |
| Dritter  | Christophe Moreau, 8 P.  |
| Vierter  | Íñigo Landaluze, 7 P.    |
| Fünfter  | Jens Voigt, 6 P.         |
| Sechster | Alexandre Moos, 5 P.     |

Col de Bussang Kategorie 3 (98 km)
| Erster  | Michael Rasmussen, 4 P. |
| Zweiter | Dario Cioni, 3 P.       |
| Dritter | Christophe Moreau, 2 P. |
| Vierter | Alexandre Moos, 1 P.    |

Ballon d’Alsace Kategorie 1 (115 km)
| Erster   | Michael Rasmussen, 30 P. |
| Zweiter  | Christophe Moreau, 26 P. |
| Dritter  | Jens Voigt, 22 P.        |
| Vierter  | Ángel Vicioso, 18 P.     |
| Fünfter  | Dario Cioni, 16 P.       |
| Sechster | Alexandre Moos, 14 P.    |
| Siebter  | Xabier Zandio, 12 P.     |
| Achter   | Íñigo Landaluze, 10 P.   |